# Фрир (Тексас)
Фрир (енгл. Freer) град је у америчкој савезној држави Тексас. По попису становништва из 2010. у њему је живело 2.818 становника.

## Демографија
Према попису становништва из 2010. у граду је живело 2.818 становника, што је 423 (13,1%) становника мање него 2000. године.
| Група             | 2000.         | 2010.         |
| Белци             | 688 (21,2%)   | 476 (16,9%)   |
| Афроамериканци    | 15 (0,5%)     | 13 (0,5%)     |
| Азијати           | 8 (0,2%)      | 13 (0,5%)     |
| Хиспаноамериканци | 2.508 (77,4%) | 2.312 (82,0%) |
| Укупно            | 3.241         | 2.818         |